# روبرت إي. فيرغسون
روبرت إي. فيرغسون (بالإنجليزية: Robert E. Ferguson)‏ هو سياسي أمريكي، ولد في 5 أغسطس 1925 في الولايات المتحدة، وتوفي في 3 أكتوبر 2016 في نفس البلد. حزبياً، نشط في الحزب الديمقراطي. وقد انتخب عضو مجلس ولاية نيومكسيكو.